# Acanthodactylus taghitensis
Acanthodactylus taghitensis — вид ящірок родини ящіркових (Lacertidae). Мешкає в Сахарі на північному заході Африки.

## Поширення і екологія
Acanthodactylus taghitensis відомі з кількох місцевостей, що лежать у Центральній і Північній Мавританії, Західному Алжирі (в районах Тагіта і Тіндуфа) та в Західній Сахарі. Вони живуть у кам'янистих пустелях, що перемежовуються невеликими піщаними дюнами. Відкладають яйця.